# Theory of a Deadman (album)
Albums de Theory of a Deadman
Gasoline
(2005)
Singles
1. Nothing Could Come Between Us
Sortie : 12 juin 2002
2. Make Up Your Mind
Sortie : 2003
3. Point to Prove
Sortie : 2003
4. The Last Song
Sortie : 2003

Theory of a Deadman est le premier album du groupe canadien de Hard rock Theory of a Deadman, sorti en 2002. Le nom du groupe vient alors d'une chanson de cet album dont les paroles décrivent un homme s'apprêtant à se suicider: ce titre est par la suite renommé The Last Song.

## Liste des chansons
| 1.    | Invisible Man                 | 2:41 |
| 2.    | Nothing Could Come Between Us | 3:24 |
| 3.    | Make Up Your Mind             | 4:02 |
| 4.    | Point to Prove                | 3:38 |
| 5.    | Leg to Stand On               | 3:26 |
| 6.    | What You Deserve              | 4:00 |
| 7.    | The Last Song                 | 4:27 |
| 8.    | Say I'm Sorry                 | 3:15 |
| 9.    | Any Other Way                 | 3:47 |
| 10.   | Confession                    | 3:57 |
| 36:38 |                               |      |